# (2671) Abkhazia
(2671) Abkhazia (1977 QR2) – planetoida z pasa głównego asteroid okrążająca Słońce w ciągu 4,22 lat w średniej odległości 2,61 j.a. Odkryta 21 sierpnia 1977 roku.